# Пам'ятник Іванові Франку (Шманьківці)
Пам'ятник Іванові Франку в Шманьківцях — погруддя українського поета Івана Франка в селі Шманьківці Чортківського району на Тернопільщині.

## Опис
Пам'ятник споруджено 1990 року біля сільської ради та будинку культури.
Погруддя виготовлене з бетону.
Погруддя масового виробництва.
На постаменті викарбуваний напис:
1856 – 1916

Обриваються

звільна всі пута, 

Що в’язали нас з давнім життем;

З давніх брудів i думка розкута — 

Ожиємо, брати, ожиєм!

## Історія
Жителі Шманьківців були активними учасниками політичних акцій, що відбувалися в районі та державі, зібрань, віче, ланцюга Злуки. Серед них — Євген Овод, Михайло Гнатишин, Мстислав Гуменюк, Юрій Захарчук i ще багато інших. За їхньої ініціативи та підтримки села, було відкрито погруддя велетня українського слова Івана Франка.